# Montez Ford
Montez Ford (* 31. Mai 1990 in Chicago, Illinois) ist ein amerikanischer Wrestler. Er steht derzeit bei der WWE unter Vertrag und tritt regelmäßig in deren Show SmackDown auf. Sein bislang größter Erfolg war der Erhalt der Raw Tag Team Championship und der SmackDown Tag Team Championship.

## Wrestling-Karriere

### Evolve (2018–2019)
Am 28. Oktober 2018 traten The Street Profits erstmals bei Evolve 114 auf und gewannen die Evolve Tag Team Championship, indem sie The Doom Patrol besiegten. Bei Evolve 123 verloren sie die Titel an The Unwanted. Am 16. März 2019 traten sie zum letzten Mal für Evolve auf.

### World Wrestling Entertainment (seit 2012)
Im April 2015 unterschrieb Ford bei WWE und startete seine Ausbildung als Wrestler im WWE Performance Center. Am 29. September 2015 gab er sein Debüt bei NXT und nahm an einer Battle Royal teil. Nach einer Reihe von Auftritten bei den Live-Events von NXT erlitt Crawford im Mai 2016 eine Verletzung. Nach seiner Rückkehr im März 2016 gründete er zusammen mit Angelo Dawkins das Tag Team The Street Profits.
In der Folge von NXT vom 12. Juli 2017 wurden in wöchentlichen Vignetten das Team The Street Profits vorgestellt. In der NXT-Folge vom 9. August besiegten sie The Metro Brothers. Über die nächsten Jahre bestritten sie immer weitere Tag Team Matches, welche sie teils gewinnen konnten.
Der Durchbruch bei NXT erfolgte am 1. Juni 2019, als sie die NXT Tag Team Championship gewannen. Diese Regentschaft hielt 75 Tage, sie verloren die Titel am 15. August an 2019 an The Undisputed Era.
Am 21. Oktober debütierten beide im Main Roster und besiegten Luke Gallows und Karl Anderson. Bereits vorher traten sie in diversen Backstage-Segmenten bei Raw auf. Es folgte eine lange Fehde gegen The Viking Raiders Erik & Ivar, in der es auch um die Raw Tag Team Championship ging. Schlussendlich schafften sie es, die Titel am 2. März 2020 zu gewinnen. Die Regentschaft endete am 12. Oktober durch den Draft zu SmackDown. Sie tauschten die Titel mit The New Day und wurden die neuen Titelträger der SmackDown Tag Team Championship. Die Regentschaft hielt 88 Tage, sie verloren die Titel am 8. Januar 2021 an Robert Roode und Dolph Ziggler. Am 26. September 2021 bei Extreme Rules 2021 traten sie erneut um die Titel an, konnten jedoch The Usos nicht besiegen.
Am 4. Oktober 2021 wurde Ford beim WWE Draft zu Raw gedraftet. Am 28. April 2023 wurden The Street Profits zu SmackDown gedraftet.

## Titel und Auszeichnungen
- World Wrestling Entertainment
  - NXT Tag Team Championship (1×) mit Angelo Dawkins
  - Raw Tag Team Championship (1×) mit Angelo Dawkins
  - SmackDown Tag Team Championship (1×) mit Angelo Dawkins
  - NXT Year-End Award für Breakthrough Superstars of the Year (2019)

- Evolve
  - Evolve Tag Team Championship (1×) mit Angelo Dawkins

- Pro Wrestling Illustrated
  - Nummer 184 der Top 500 Wrestler in der PWI 500 in 2019